# Amerika Samoa
Amerika Samoa ist die Nationalhymne von Amerikanisch-Samoa, die 1950 eingeführt wurde.
Der Text stammt von Mariota Tiumalu Tuiasosopo, Komponist ist Napoleon Andrew Tuiteleleapaga. Der Text nimmt Bezug auf die fünf Hauptinseln und die Textzeile "the land of the free" kommt auch so in der US-amerikanischen Hymne vor.

## Text
Amerika Samoa 
Lo’u Atunu’u pele ‘oe

Oute tiu I lou igoa

O ‘oe o lo’u fa’amoemoe

O ‘oe ole Penina ole Pasefika

E mo’omia e motu e lima

E ua ta’uta’ua au aga I fanua

Ma ou tala mai anamua

Tutuila ma Manu’a

Ala mai ia tu I luga 

Tautua ma punou I lou Malo

Ia manuia ia ulu ola

Amerika Samoa

Ole Malo ole sa’olotoga 

(repeat)

Tautua ma punou I lou Malo

Ia manuia ia ulu ola

Amerika Samoa

Ole Malo ole sa’olotoga 

## Englisch
American Samoa

You are my beloved country

Your name I shan't search for

You are my hope

You are the jewel of the Pacific

That is the lure of the five islands

Your name forever holds

Your legends of yore

Tutuila and Manu'a Ala mai

Stand up and be counted

Serve and bow down to your country

Let it be blessed and grow

American Samoa

The land of the free

(repeat)

Serve and bow down to your country

Let it be blessed and grow

American Samoa

The land of the free 

## Deutsch
Amerikanisch-Samoa

Du bist mein geliebtes Land

Nach deinem Namen soll ich nicht suchen

Du bist meine Hoffnung

Du bist das Juwel des Pazifiks

Du bist die Schönste der fünf Inseln

Dein Name hält ewig

die Legenden der alten Zeiten

Tutuila und Manu'a Ala mai

Steht auf und lasst euch zählen

Diene und verneige dich vor deinem Land

Es soll gesegnet sein und wachsen

Amerikanisch-Samoa

Das Land der Freien

(Wiederholung)

Diene und verneige dich vor deinem Land

Es soll gesegnt sein und wachsen

Amerikanisch-Samoa

Das Land der Freien